# Liste der Besitzer von Schöneiche bei Berlin
Oftmals sind Daten der Besitzer Schöneiches nicht genau festzustellen und geben nur an, dass der Ort zu diesem Zeitpunkt im Besitz eben jener Person oder Körperschaft war.
| Zeitpunkt              | Schöneiche                                                                    | Anmerkungen | Kleinschönebeck                                | Anmerkungen                                                             |
| ---------------------- | ----------------------------------------------------------------------------- | --- | ---------------------------------------------- | ----------------------------------------------------------------------- |
| 1375                   |                                                                               | | der Cöllner Bürger Glase                       | der Markgraf hat das Recht auf Wagendienst                              |
| 1376                   | der Berliner Bürger Schlegel (Kauf) und Hans und Peter Lietzen (erbrechtlich) | |                                                |                                                                         |
| vor 1429               | Klaus Lietzen                                                                 | |                                                |                                                                         |
| 1429                   | von Stofenow                                                                  | |                                                |                                                                         |
| nach 1429              | der Berliner Bürger Jacob Heidecke                                            | |                                                |                                                                         |
| 1449                   | Katharina Heidecke                                                            | erhält zumindest Zinsen und Renten aus Schöneiche                                                                                                  |                                                |                                                                         |
| 1450                   | Friedrich II. und die Stadt Berlin                                            | Berlin scheidet 1451 als Mitbesitzer aus | Friedrich II.                                  |                                                                         |
| 1480                   | Hobeck                                                                        | |                                                |                                                                         |
| nach 1480              | Familie von Quast                                                             | mindestens bis 1526 | Schulboth, ein Lehnsdiener des Markgrafen      |                                                                         |
| Anfang 16. Jahrhundert |                                                                               | | wahrscheinlich Eigentum der Stadt Altlandsberg | damit in der folgenden Zeit Eigentum der Ritter von Krummensee bis 1643 |
| 1527                   | Catharine Bellin                                                              | Ehefrau des Hans von Krummensee; als Witwensitz durch den Kurfürsten bestellt                                                                      |                                                |                                                                         |
| 1529                   | Ritter von Krummensee                                                         | belehnt durch Joachim I. |                                                |                                                                         |
| 21. Dezember 1643      |                                                                               | | Georg Friedrich Lotho von Trotten              | für 3947 Taler von den Krummensses erworben                             |
| 1651                   |                                                                               | Otto von Schwerin kauft den Besitz der Krummensees komplett auf – doch offenbar nicht Schöneiche                                                   | Erasmus Seydel                                 | für 3000 Taler von den von Trottens                                     |
| 21. Dezember 1643      |                                                                               | | Reichsfreiherr Otto von Schwerin               | für 4100 Taler von Seydel                                               |
| 1690                   | General Christian Dietrich von Röbel                                          | für 7500 Taler von den Krummensees – laut späteren Aufzeichnungen des Pfarrers Babick ist eigentlich seine Frau Maria Ludmilla von Kuffer Käuferin |                                                |                                                                         |
| 1708                   |                                                                               | | Domänenamt Alt-Landsberg                       | als Teil der Herrschaft Landsberg                                       |
| 1723                   | Ernst Adam von Hake auf Rangsdorf                                             | |                                                |                                                                         |
| 1725                   | Geheimrat Severin Schindler                                                   | |                                                |                                                                         |
| 9. August 1747         | Bankier Friedrich Segebarth                                                   | |                                                |                                                                         |
| 22. Oktober 1753       | Auguste von Oerzen                                                            | Kaufpreis: 33.000 Taler |                                                |                                                                         |
| 29. Mai 1759           | Amtmann Puhlmann                                                              | Kaufpreis: 37.000 Taler |                                                |                                                                         |
| 7. Juli 1761           | Bankier Friedrich Wilhelm Schütze                                             | Kaufpreis: 37.400 Taler |                                                |                                                                         |
| 1805                   | „Der v. Schütze daselbst“                                                     | | Domänenamt Alt-Landsberg                       |                                                                         |
| 13. Januar 1844        | Familie der Barone von Knobelsdorff                                           | von den von Schützes geerbt |                                                |                                                                         |